# Dia casual
Dia casual (do inglês casual day) é uma ferramenta de gestão surgida inicialmente nos Estados Unidos e no Canadá e adotada no Brasil, que apregoa uma semiliberação de costumes de vestimentas formais no local de trabalho, na sexta-feira. Ao contrário dos outros dias da semana, camisa social, paletó e gravata, além de sapatos sociais não são exigidos. No Casual day os funcionários de escritórios têm permissão implícita de se vestirem mais informalmente. Algumas empresas permitem jeans, camisetas e tênis, embora haja aquelas que exigem traje no estilo "esporte fino". Algumas empresas utilizam essa ferramenta de gestão para promover ações de qualidade de vida. Em algumas mesmo os gerentes são encorajados a trajarem roupas informais.
Algumas companhias e escolas adotam o Dia casual associando-o a ações de responsabilidade socioambiental. Nesses dias, empregados e colaboradores pagam uma pequena taxa para que sua roupa casual seja admitida. O dinheiro recolhido pela taxa é doado a instituições filantrópicas.[carece de fontes?]

## Histórico
O rito de Sexta-Feira Casual se iniciou no final dos anos 50, inicialmente como uma tentativa de encorajar os trabalhadores nos empregos onde é necessária roupa formal. Nesta época, somente algumas companhias encorajaram o hábito, ele não se tornou enormemente popular. No final dos anos 70, quando a produção de roupas baratas de fora dos Estados Unidos da América se tornou mais acessível, houve uma massiva campanha dessas empresas para que houvesse popularização da Sexta-Feira Casual, tornando-a um evento semanal.

## Anos 90
A Sexta-Feira Casual se espalhou, e no final dos anos 90 e início dos 2000, com o início da febre da internet, muitos trabalhadores passaram a utilizar roupas casuais para o trabalho durante um dia chamado de hey-day, iniciado na Baía de São Francisco. Durante este dia, muitas companhias ficavam tão informais que seus funcionários eram permitidos a trabalhar de bermudas e sandálias abertas, como Havaianas.[carece de fontes?]

## Século XXI
Depois da explosão da febre da internet, houve repercussão por causa do interesse das companhias de tentar retomar o código de vestimenta. Esta repercussão foi maior por conta das companhias que permitiam o uso de calças jeans e agora exigiam algo no mínimo mais formal para trabalho. Após o feriado do Dia do Trabalho de 2004, foi exigida pelo sindicato de trabalhadores de Minneapolis, Minnesota, que todos os empregados utilizassem roupas adequadas, menos formais. Muitas das lojas de roupa caras, que vendiam ternos, decidiram fazer uma campanha de marketing para garantir a estas companhias e trabalhadores que o costume de voltar a utilizar roupas formais estava sendo reinstituído.